# Malin Buska

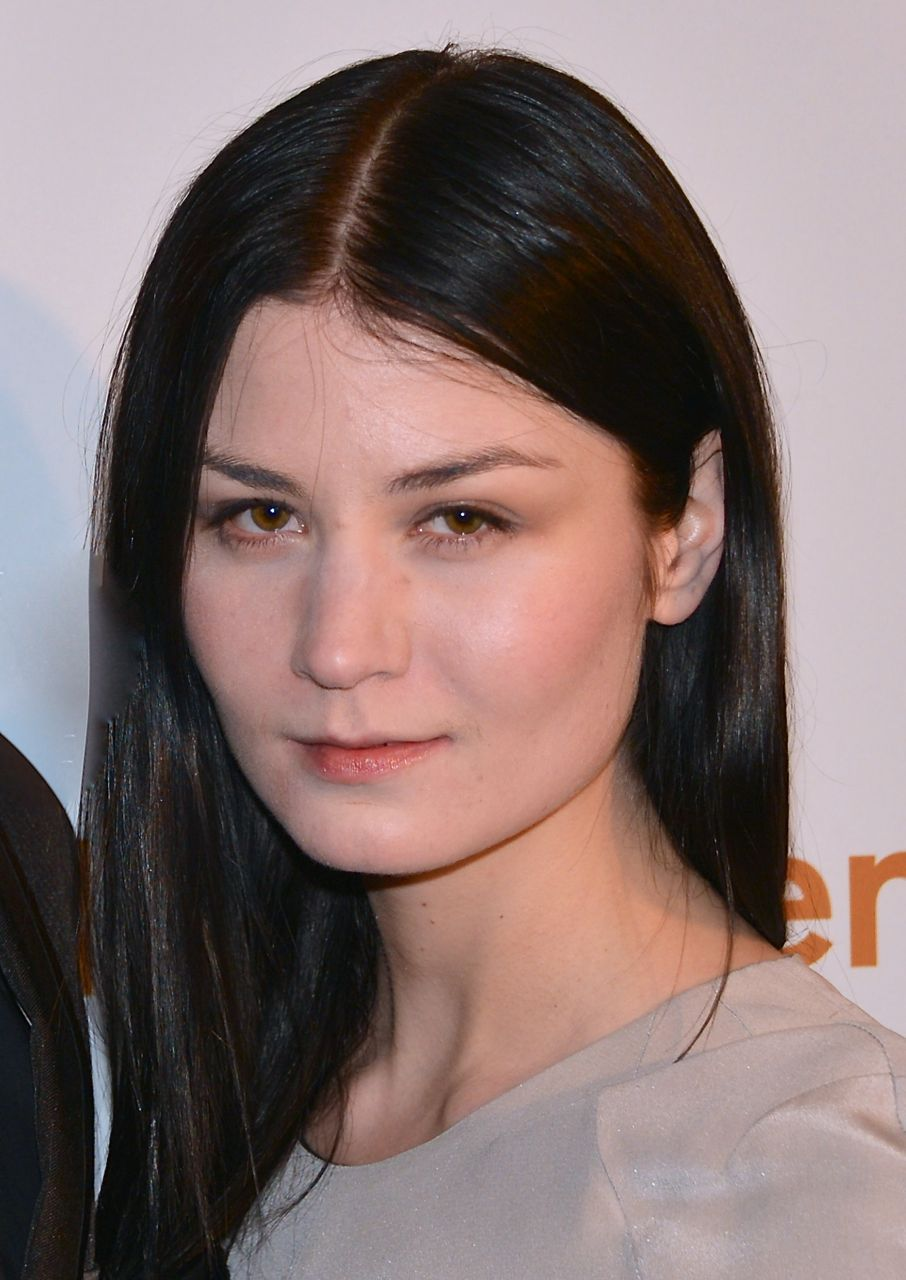
Malin Buska (2013)

Malin Kristina Buska (* 15. März 1984 in Övertorneå, Schweden) ist eine schwedische Schauspielerin.

## Leben
Buska studierte Schauspiel an der Teaterhögskolan in Malmö und debütierte 2011 im Film Happy End. Weitere bekannte Rollen spielte sie in Easy Money III: Life Deluxe und als Hauptrolle in The Girl King (2015), einem biografischen Drama über Königin Christina von Schweden. 2018 trat sie in der britischen TV-Serie A Discovery of Witches auf. 2011 wurde sie beim Stockholm Film Festival als „Rising Star“ ausgezeichnet und 2015 zur bestgekleideten Frau bei der Elle-Gala gekürt.

## Filmografie
- 2005: Mycke kan hända på 5 sek.
- 2010: Tussilago
- 2011: Happy End
- 2012: Prime Time
- 2013: Snabba Cash – Livet deluxe
- 2014: Kärlek deluxe
- 2014: Flugparken
- 2015: The Girl King
- 2018–2020: Advokaten (Fernsehserie)
- 2018: A Discovery of Witches (Fernsehserie)
- 2019: Turpa Kiinni Minun Haters